# Onís
Onís es un concejo de la comunidad autónoma del Principado de Asturias, en España. Limita al norte con el concejo de Llanes, al sur con la provincia de León, al este con el concejo de Cabrales y al oeste con el concejo de Cangas de Onís.
El concejo de Onís no ha de confundirse con el vecino municipio de Cangas de Onís, de mayor superficie y de mayor número de habitantes; aunque el concejo de Onís posee mucha más historia que el concejo colindante, ya que como su mismo nombre indica es Cangas de Onís, lo que se sobreentiende que lo que hoy en día es Cangas de Onís, en la antigüedad Onís ocupaba toda la extensión de los dos concejos.
Onís nos muestra una superficie diferenciada de norte a sur, siendo mucho más ancha su parte norteña. Se distinguen claramente unas zonas geográficas delimitadas por la depresión que ocupa el río Güeña: al norte, las laderas meridionales de las sierras prelitorales que anteceden al Cuera, con la cota de la peña Ibeo (869 metros); al sur, el macizo del Cornión con cumbres que sobrepasan los 2000 metros en el límite de León (la Verdilluenga alcanza los 2129 metros). Es Onís eminentemente un concejo donde predomina la altitud.

## Geografía

### Orografía
La cota mínima del concejo es de 175 metros en el río Gueña y la altura máxima es el Pico de Verdilluenga situado a 2229 m s. n. m. en el macizo occidental de los Picos de Europa, también llamado macizo del Cornión.
Benia, la capital del conejo de Onís se sitúa a una altitud sobre el nivel del mar de 207 metros, siendo Gamonéu el pueblo más alto del concejo a unos 750 msm, y el más bajo Sirviella, a una altitud de 200 msm
El río Gueña recorre una amplia zona del concejo, es un afluente tributario del río Sella con el que se une en la localidad de Cangas de Onís, en la zona denominada la Vega de Contranquil. Este río forma el valle de Güeña en el que se asienta la mayoría de los habitantes del concejo sobre todo en el pueblo de Benia, que también está situado en el valle.
En las laderas meridionales de la sierra pre-litoral, cuyo terreno está formado por cuarcita y calizas, es donde nace el Güeña y sus afluentes de la derecha. El río camina por una estrecha depresión sin grandes desniveles, en dirección este-oeste; es en esta depresión donde se desarrolla casi por completo la vida más activa del concejo. Son destacables también ríos como el arroyo de la Huesal, el de las Bobias o El Tabardín, suma este de varios arroyos y que desemboca en el Güeña; en la cuenca alta de ese río se asientan los pueblos altos del concejo: Demués, Bobia de Arriba, Bobia de Abajo, y Gamonéu de Onís (no confundir con Gamonéu de Cangas de Onís), pueblo conocido por los famosos quesos homónimos.
Ya en el sur del territorio nos encontramos con el Cornión, masa caliza que ha sufrido grandes erosiones. En esta parte se alzan las mayores alturas del municipio, siendo también importante por estar enclavada en el parque nacional de los Picos de Europa.

### Clima
El clima es templado y húmedo, presentando oscilaciones respecto a la latitud y a la orientación, siendo comunes las nevadas en El Cornión durante la época invernal. Asimismo es de destacar la aparición de nieblas en todo el concejo y la escasez de días soleados. Las temperaturas oscilan entre los 21 °C de media máxima anual y los 5 °C de media mínima anual.

## Naturaleza

### Flora
La vegetación que conforma el concejo está formada principalmente por encinares, fresnos, tilos, hayedos, abedules, matorrales, zonas de pasto y vegetación de alta montaña, siendo el 15 % de la superficie total terreno improductivo.

### Fauna
Respecto a la fauna cabe destacar la presencia, de zorros, jabalíes, ardillas, urogallos, águilas o buitres: también hay cierta presencia del lobo, mientras ya hace tiempo que desaparecieron el oso pardo y el mueyu.

### Zonas protegidas
El concejo está situado en plenos Picos de Europa, en el macizo occidental conocido como el Cornión. De toda la superficie del concejo, este aporta un tercio de su territorio al parque nacional de los Picos de Europa, unas 2447 hectáreas.

## Historia
Los primeros restos son del neolítico. Diversos pueblos indoeuropeos se mezclarán con las tribus autóctonas.
Los primeros escritos están fechados con la entrada de las legiones romanas, siendo un enclave importante entre las guerras entre las tribus romanas y cántabras contra las legiones romanas.
La primera vez que Onís aparece como alcaldía es en 1504, siendo representado ante el principado en 1594 por Juan González de Acebos.
El concejo es la sede de los Pastores de los Picos de Europa. Este colectivo ha preservado la zona de los Picos de Europa de manera especial, con un respeto a la naturaleza y con leyes seculares que tuvieron su reconocimiento con el premio Príncipe de Asturias en el año 1994. Este gremio celebra su fiesta el 25 de julio.
El territorio de Onís ya estuvo habitado en la prehistoria, como así lo prueban los yacimientos encontrados en la mina Milagro, en la cual se descubrieron hachas de sílex, pico de asta de ciervo, objetos de bronce y cráneos metalizados. También son de destacar los tesoros de Gamonedo y el hacha de bronce de doble anillo procedente de una de las minas de Onís y que se encuentra en el Palacio de Taranco, en Villar.
La lápida hallada en los alrededores de la capilla de Santa Marina de Gamonedo, adornada con un caballo y con la inscripción FLA VIN, nos demuestra la romanización sufrida por los pueblos primitivos. Asimismo cabe destacar un jarro ritual que apareció en la misma mina con una inscripción visigoda, lo que demuestra que también estos pueblos estuvieron asentados en el territorio.
También pasó por el concejo el pueblo árabe, que fue expulsado y huyó rumbo a Liébana. Este hecho queda reflejado en el escudo del concejo que representa a la gente del pueblo luchando.
En el siglo XIV Onís es representada por Pedro Suárez en la reunión de Oviedo para apoyar al Rey Don Pedro frente a su adversario Enrique de Trastamara. Es en este siglo cuando aparece documentada la única parroquia de Onís, la de Santa Olalla de Onís.
Onís figura por primera vez como alcaldía en 1504 y por primera vez representado en la junta General del Principado en 1594, teniendo como representante a Juan González de Acebos. En 1582 tiene lugar una reunión para remarcar y señalar los límites de los concejos de Onís y Cangas, que promueve el Alférez Mayor de ambos concejos.
Aparecen ya documentadas en 1752 dos parroquias más anexadas a la de Santa Olalla, que son las de La Robellada y la de Demués. Durante la invasión francesa del siglo XIX, fueron varias las veces en la que el pueblo invasor se adentró en el concejo, quedando habilitada la capilla de San Roque y sus alrededores como cementerio y la casa de Cebos como el hospital. Hay que destacar en sus luchas contra la invasión francesa a los guerrilleros Escandón y Porlier.
Onís sufriría los intentos anexionistas por parte de Cangas de Onís, negándose el ayuntamiento a tal empresa y conservando su independencia.
Los últimos acontecimientos de importancia en el concejo son el incendio del archivo municipal durante la tercera guerra carlista y los graves destrozos que sufre el territorio a causa de la guerra civil. En los tiempos modernos, el concejo de Onís se ha ido consolidando como una de las zonas más tranquilas para el descanso, ayudado todo ello por los bonitos paisajes que nos ofrece.

## Demografía
Onís cuenta con una población de 732 habitantes (INE 2024).
| Gráfica de evolución demográfica de Onís entre 1842 y 2021                                                          |
| |
| Población de derecho según los censos de población del INE Población de hecho según los censos de población del INE |

Onís es claramente un concejo de tendencia emigratoria. Sin ir más lejos en los últimos 60 años se han perdido por el camino 1086 habitantes descendiendo su densidad de población en un 50 % aproximadamente. Desde comienzos del siglo XX, hasta la década de los 40, el concejo presentaba una cifra estacionaria en torno a los 2200-2300 habitantes, siendo a partir de esta década cuando se rompe la tendencia, y se produce un descenso brusco que nos deja actualmente en 743 habitantes. Las estructuras demográficas son desequilibradas, con un envejecimiento cada vez mayor de la población, y con una relación de sexos bastante pareja. Es significativo en la actualidad que la mayor presencia de mujeres se da en las franjas más jóvenes (hasta los 20 años) y en las más altas (a partir de los 70 años), siendo la tendencia contraria en la franja entre los 20 y los 50 años; esto demuestra que las mujeres jóvenes en la actualidad son las que más abandonan el concejo. Hoy en día solamente se tienen censados 12 núcleos poblacionales, siendo Benia, con alrededor de 300 habitantes, La Robellada y Avín los asentamientos más importantes, aglutinando a más del 60 % de la población total.

## Economía
Respecto a la estructura económica del concejo, hay que reseñar que el mayor porcentaje del empleo se da en el sector primario y más exactamente en el sector agropecuario, con más de 54,92 % del empleo total. El concejo es junto al de Ribadedeva, el que presenta la mejor relación entre explotaciones y número de reses. Dada la configuración del terreno y el aprovechamiento que las gentes ganaderas hacen de él, no es de extrañar que la mayoría del ganado vacuno que se trabaja, esté dirigido principalmente hacia el sector cárnico.
El sector secundario y la construcción tienen un porcentaje del 20,73 % del empleo, llevándose la mayoría la edificación y las obras públicas. La rama del mueble y la madera y la del agua y electricidad completan el reducido abanico de distribución de este sector.
En lo que respecta al sector terciario hay que decir que ocupa el 24,35 % del total, distribuido en comercio, sanidad, educación y transportes. Este último sector se prevé que vaya en aumento, como de hecho está ocurriendo, gracias a las perspectivas económicas que se cree generará el turismo rural y de naturaleza.

## Transporte y comunicaciones
A pesar de encontrarse en el corazón de los Picos de Europa por estar situado en el centro de los Picos de Europa, el concejo de Onís no posee red de ferrocarril, ni de vías rápidas, pero gracias a su situación estratégica y su buena comunicación a través de la carretera regional AS-114, se puede acceder a la red de ferrocarril o autovía, en escasos quince minutos, bien por Cangas de Onís a Arriondas; o por la llamada "Y" del Oriente a Posada de Llanes.
La carretera de Cangas de Onís a Panes atraviesa el valle del Güeña y de ella parten distintas carreteras a los demás pueblos, todos bien comunicados. Desde el alto de Ortiguero, al este del concejo, desciende, hacia la costa la carretera que va a Posada de Llanes y enlaza con la Autovía del Cantábrico hacia Oviedo o Santander.
Desde Onís, centro de concejos, se pasa en poco tiempo de las altas montañas a orillas del mar. Posee Onís buenos alojamientos y restaurantes. Los itinerarios en la montaña son un recreo de constante belleza.

## Administración y política

### Gobierno municipal
| Periodo   | Nombre                          | Partido | Partido                                    |
| --------- | ------------------------------- | ------- | ------------------------------------------ |
| 1979-1983 | Fernando Díaz-Caneja Alonso     |         | Unión de Centro Democrático (UCD)          |
| 1983-1987 | José Fernández García           |         | Federación Socialista Asturiana (FSA-PSOE) |
| 1987-2011 | José Antonio González Gutiérrez |         | Federación Socialista Asturiana (FSA-PSOE) |
| 2011-2024 | José Manuel Abeledo Viesca      |         | Federación Socialista Asturiana (FSA-PSOE) |

### Organización territorial

#### Capital
La villa de Benia de Onís (Benia) es la capital del concejo, asentada en el valle del río Güeña, zona en la que se asienta la mayor parte de la población del concejo, cuya zona sureña es extremadamente montañosa. Es el núcleo más poblado de todo el municipio, con más de 300 habitantes, siendo su principal centro administrativo y de servicios. En la actualidad, Benia es la sede del Consorcio para el Desarrollo Rural del Oriente de Asturias; del Plan Leader; y además es sede del Consejo Regulador de la Denominación de Origen Protegida del Queso de Gamonéu.

#### Parroquias
- Bobia, que incluye los núcleos de mayor altitud del municipio, de ahí llamado del "cuartu riba" haciendo referencia a los cuatro pueblos, que son: Bobia de Abajo (Bovia Baxu), Bobia de Arriba (Bovia Riba), Demués y Gamonedo de Onís (Gamonéu).
- La Robellada, que comprende los núcleos de La Robellada y el Pedroso (Pedrosu)
- Benia de Onís, que incluye la capital del concejo, así como los lugares de Avín, Talavero o Talaveru, Sirviella y Villar, además de las caserías de Castru, Los Menores (deshabitado) y Pandellavandes.

## Cultura

### Patrimonio
El mayor atractivo turístico de la zona es sin duda alguna la belleza natural que nos ofrece el concejo y que nos permite contemplar la naturaleza en su estado más puro. Sin embargo, son también de destacar algunos monumentos que se complementan muy bien con lo anteriormente expuesto, y que añade atractivo artístico a la zona.
Son de resaltar la torre de Sirviella, fechada en el siglo XVI, que sufrió un incendio que la dejó muy mal parada, aunque una reciente reconstrucción ha servido para consolidar la estructura, que tiene forma cúbica y tres plantas, destacando la variedad de soluciones aplicadas a los huecos: dintelados, bíforos y enmarcados con alfiz... Tiene incoado expediente para su declaración como Bien de Interés Cultural.
La Iglesia de Santa Eulalia de Benia se levanta en el margen izquierda del río Güeña, en la amplia vega que forma este al atravesar la capital del concejo de Onís, Benia. Se encuentra en el arbolado del campo de la iglesia, al que se accede desde la carretera general y de calles que la comunican con el resto del pueblo.
La referencia documental más antigua a esta iglesia se encuentra en el famoso Testamentum regis Ordoni, del 857, considerado como falso por la generalidad crítica diplomática; y en la Nómina de las iglesias del obispado de Oviedo vuelve a citarse la de "Santa Olalla de Onís".
Se trata de un templo de considerables dimensiones que, a pesar de haber sufrido grandes reformas, conserva interesantes elementos de su fábrica medieval.
El exterior muestra una suma de volúmenes escalonados que revelan la distribución en planta. Consta de una nave interrumpida por un crucero, cubierto a mayor altura, al que se abren dos capillas laterales de las cuales, la del norte se delimita exteriormente por dos contrafuertes de sillar. La cabecera, cuadrada, destaca en alzado sobre los dos cuerpos que la flanquean, alineados en planta con el testero.
Un cabildo porticado en forma de "U" protege los muros norte, sur y oeste, interrumpido a la altura de la portada occidental por dos esbeltos arcos apuntados con dovelas de piedra vista dispuestos transversalmente.
Está cubierto a una agua con armadura de madera y se abre al norte y oeste en una arquería ojival encalada de factura moderna, que se sustituye en el flanco sur por un sencillo murete cerrado con una reja. Recorren este muro dos contrafuertes y, en el extremo del pórtico, una puerta de medio punto de potentes sillares comunica con la capilla sur. Muy próximo a este lado del templo se encuentra el recinto cementerial en el que se conserva una lápida del siglo XVII, cuya ubicación primitiva estaría en el interior de la iglesia.
En 1897, gracias a una donación, se erigió la gran torre campanario, adosada al imagronte, de sección cuadrada y tres pisos, abierta con una puerta ojival en su parte inferior para dar acceso a la portada occidental, que se remanta en una arco escarzano.
Los canecillos conservados en los aleros de la nace remiten al origen tardorrománico, pero sin duda, el elemento más interesante del exterior es su magnífica portada norte (única en el Oriente del Principado de Asturias), gótica y posiblemente del siglo XIV. Ésta, enmarcada por paramento de sillar y algo en resalte con respecto al muro de la nave, presenta una estructura abocinada, conseguida mediante la multiplicación de arquivoltas ligeramente apuntadas, cobijadas por un guardapolvo que descansa en mensulillas facetadas. Las arquivoltas apean en tres columnas de fuste liso a cada lado, dispuestas entre codillos, cuyas basas presentan una estructura tronco piramidal, excepto las dos interiores que son de tipo toscano.
La única decoración de la portada se concentra en los capiteles corridos de sección poligonal, que muestran un friso de hojas de parra en relieve. Estos presentan restos de policromía rojiza que testimonian la existencia de decoración pictórica en esta zona del templo. Cabe destacar la magnífica puerta de madera que cierra esta entrada principal, cuyos cuarterones se decoran con tallas que, por su estilo y repertorio, permiten datarla en época barroca.
El interior de la iglesia mantiene las proporciones y estructuras góticas, si bien se aprecian las reformas llevadas a cabo en etapas posteriores.
La nave se divide en tres tramos cubiertos con bóveda de caón encalada y delimitados por potentes pilastras adosadas a los muros, de cuyos capiteles prismáticos arrancan arcos fajones apuntados. En el tramo occiedenta, se ubica la tribuna de madera tallada.
Los muros de la nave, recorridos por una línea de imposta horizontal, se articulan mediante tres arcos ciegos de medio punto, que descanasan en pilastras complejas.
Esta parte del templo fue modificada a principios de siglo XVIII, sustituyéndose la primitiva bóveda gótica por la actual, cuyos dos arcos fajones más occidentales muestran aún despiece de dovelas planas, a diferencia del arco que da paso al crucero, cuya luz da la anchura de la nave original. Este espacio previo al santuario mantiene su traza medieval, bien testimoniada por la Bóveda estrellada que loc ubre, cuya complejidad remite al gótico tardío. En ella, los puntos de intersección de los nervios se decoran con cinco claves en las que se inscriben estrellas de seis puntas, excepto en una, ornada con una cruz dentro de un rombo.
Los haces de nervios descansan en un muro que emboca la cabecera; sobre dos esbeltas semicolumnas que presentan interesantes capiteles esculpidos con relieves: dos pavos reales afrontados y dos grandes hojas en el lado del evangelio y de la epístola, respectivamente.
En la zona opuesta a la cabecera, los nervios de la bóveda descansan en mensulillas que forman un cuerpo único con los capiteles corridos del arco toral, los cuales rematan en esta vez haces de tres columnas adosadas, cuyas basas se asemejan a las de la portada norte.El capitel del evangelio se decora con dos leones afrontados con cabeza humana, y el de la epístola representa un león pasante de cuyas fauces sale una parra con hojas y un racimo con uvas.
A este crucero se añadieron a finales del siglo XVI dos capillas laterales abiertas mediante sendos arcos de medio punto que arrancan de pilastras con basas prismáticas e impostas escalonadas.
La capilla de la Asunción, al lado del evangelio, fue fundada por Juan González de Cebos, de dimensiones algo reducidas que las de la epístola, se cubre con bóveda de crucería cuatripartita cuyos nervios arrancan de mensulillas molduradas y se rematan con una clave en la que se inscribe una flor de seis pétalos. Se comunica con el pórtico a través de una puerta adintelada y se ilumina mediante un vano moderno, al lado del cual se encuentra el escudo de la familia de Cebos. En esta capilla hay un retablo con fragmentos barrocos, como el relieve central que representa a la virgen del Carmen socorriendo a las ánimas del Purgatorio.
La pailla de la epístola es de fundación popular, recibe la advocación de Ntra. Sra. del Rosario; iluminada por un gran óculo, se cubre igualmente con bóveda de crucería de cuatro paños, aunque algo más plana, cuyos nervios arrancan de mensulillas gallonadas y se rematan con una clave en la que se inscribe un águila. Una línea de imposta de piedra recorre los muros de la capilla.
Por otra parte, un gran arco triunfal apuntado que descansa sobre pilastras con impostas molduradas, da acceso al santuario, algo elevado respecto a la nave; lo flanquean dos estancias cubiertas con sendas bóvedas de lunetos, una de las cuales funciona actualmente como sacristía.
La cabecera del siglo XVI, se ilumina con un vano abierto en el muro sur y se cubre con una bóveda de crucería octopartita, cuyos nervios se rematan con una clave en la que se inscribe una cruz griega.
La iglesia se encuentra en buen estado de conservación, gracias a las obras llevadas a cabo en junio de 1990. Sin embargo, a pesar de tratarse uno de los templos medievales más importantes del Principado de Asturias, no ha sido declarada como monumento histórico-artístico, aunque en la actualidad se está trabajando para ello. El templo si está catalogado en el inventario arquitectónico del Principado.
Al sureste de Benia se encuentra la capilla de Ntra. Sra. de Castru, cercana a la cueva en la que se encuentra un fósil de rinoceronte peludo, único en el continente europeo. Ampliada en 1629 por orden de Baltasar del Castillos, la ermita consta de cabecera abovedada y arcón triunfal apuntado. Se accede al interior del templo desde el cabildo meridional y presenta un campanario dispuesto perpendicular al eje del templo. EL culto en esta capilla se celebra una vez al año. Cada 15 de agosto coincidiendo con la festividad de la Virgen de Castru en Benia de Onís, se celebra una misa solemne en honor de la patrona.
En el mismo casco urbano de Benia, se encuentra la capilla de San Roque, de estilo barroco, con campanario y arco apuntado en el centro.
Otros templos son la ermita de Nuestra Señora de Rozada en la localidad de Sirviella, la capilla de Santa Marina en Gamonéu; la capilla de San Julián en el Pedrosu; o la iglesia parroquial de San Antonio de la Robellada o el templo parroquial de Nuestra Señora del Buen Suceso en Bobia.
Por último, son también dignas de mención otras casa de sabor popular que se pueden encontrar en los barrios de Beniancima, el Cotorollo y la Corredoria, todos en Benia. En el centro de Benia están el Ayuntamiento, desaparecido el antiguo, anterior al siglo XV, durante la guerra civil, es obra de mediados el siglo XX reformado en 2008; la casona de Cebos, reconstrucción de mediados del siglo XX del palacio de los Cebos-Duque de Estrada, así como la casa Baju, hoy un moderno hotel de cuatro estrellas.
A la salida de Benia por la carretera general dirección Cangas, se encuentra el azul edificio de las Escuelas Municipales, construido en 1898, sede además del Consorcio para el Desarrollo Rural del Oriente de Asturias y del Plan Leader, y próximas se encuentran las modernas instalaciones del Área de Servicios Múltiples de Tullidi, un edificio moderno, que da Benia de Onís un carácter de progreso y modernidad.
Cabe destacar algunas casonas asturianas:
En Avín la casa de la Corrolada, la casa del Campu, la casona de la Cueva, y el antiguo Cuartel todas de gran interés arquitectónico, gracias a sus corredores de madera y sus grandes aleros, además todas ellas de alrededor del año 1650.
También en Avín se encuentra un viejo puente con un solo ojo. Cerca se sitúa La Cuevona, una gruta natural de grandes dimensiones que recorre el río Gueña, y que se aprovechará para el Centro de Interpretación de la Fauna Glaciar, con réplicas de seres humanos, mamut, un tigre diente de sable, una pantera de las cavernas, un ciervo gigante y un rinoceronte lanudo, siendo este último una réplica del aparecido en la Cueva de la Peruyal, un fósil único en Europa.
En Benia, cabe destacar la casona de Huerta-Niembro, de finales del siglo XVII, con balcón central y muros cortafuegos; la Casona, situada en el barrio de Beniancima, data de principios del siglo XIX, con gran corredor de madera y dos escudos a cada lado, uno de los Labra y otro de los Pellico; la casa REctoral del siglo XVIII, de gran envergadura, buenos sillares en vanos, y una solana en planta alta.
En Talaveru se encuentra la casona del Colladiín de principios del siglo XIX.
En Sirviella aún quedan restos del palacio de Noriega del siglo XVIII
En Villar se ubica la casona de Trespandu con corredor lateral sobre cinco pies derechos y bajo un alero de gran des proporciones; la casa de la Cortina con piedra de buena cantería y sillaejo, puerta de medio punto; el palacio de Tarancu de gran corredror y vanos enmarcados con grandes sillares y antepechos con molduras.
En Bobia de Abajo se mantiene el antiguo lavadero, además de casas con corredor y hórreos.
En Bobia de Arriba se conserva el lavadero; con Demués y Gamonedo, Bobia de Arriba y de Abajo, están unidos po la iglesia del Buen Suceso, situada en una colina entre los cuatro pueblos.

### Fiestas y ferias
Comienzan en marzo, con la fiesta de San José en la localidad de Avín. En mayo el día 15 es la Feria de San Isidro en Benia de Onís.
En julio, el día 18, Gamonedo celebra la fiesta de Santa Marina.
En agosto, el calendario festivo es el más completo: el día 5 y el 6, Bobia y Demués celebran las fiestas de las Nieves en honor a Nuestra Señora de las Nieves, el día 15 Benia hace lo propio con la Fiesta de Nuestra Señora de Castru y hacia finales se celebran las fiestas “del segador” (también conocidas como La Rasa) pero estas al tratarse de unas fiestas relativamente modernas y totalmente profanas, tienen mucha menos importancia para los onienses, que las fiestas patronales y religiosas de los pueblos del concejo. El segundo miércoles de agosto se celebra en Benia el Mercáu Asturianu "Onís años 20", una recreación del mercado que se celebraba en Benia todos los miércoles, allá por los años 20 del pasado siglo.
La principal [[fiesta de Benia se celebra cada 15 de agosto en honor de Nuestra Señora de Castru]]; esta fiesta es celebrada por todos los vecinos de Benia de Onís, ya que es la única fiesta patronal de la localidad. Los actos más importantes para venerar a su Patrona son: Pasacalles por el pueblo de la Banda de Gaitas Ciudad de Oviedo desde primeras horas de la mañana, finalizando este en la iglesia parroquial, donde permanece la imagen de la Virgen, desde el comienzo de la novena. Allí, se produce una Misa solemne en la Iglesia parroquial de Santa Eulalia de Benia en honor de Nuestra Señora de Castru. Seguidamente parte la procesión desde la iglesia parroquial hasta el barrio de Villoria, dentro de la localidad, acompañada por la banda de gaitas de Oviedo; el ramu, formado por 2 ramos de pan, decenas de aldeanas cantando a la Virgen, y aldeanos acompañando a la misma. Al final de todo el cortejo la Virgen de Castru, venerada por todos los onienses.
Al llegar al barrio de Villoria, el cortejo parte por un sinuoso camino en plena naturaleza para llegar a la capilla de Nuestra Señora de Castru, situada a 1 km de Benia, donde allí quedara instalada la imagen hasta el año venidero. Una vez llegada la procesión a la capilla se oficia una misa en honor de la Virgen. Al acabar la misma se produce la ofrenda de los ramos, donde las devotas -vestidas con los trajes típicos- entonan cantares alusivos a su Patrona.
Una vez finalizado todo, la imagen queda en dicha capilla, y se regresa al barrio de Villoria, para partir con la banda de gaitas y el séquito de mozas y mozos del ramu a la plaza de Benia, donde se subastará el pan ofrecido a la Virgen. Como en todas las fiestas asturinas por la noche se celebra una verbena y romería.
En septiembre, el día 8 son las fiestas de Rozada en Sirviella y el tercer domingo las de la Virgen de la Esperanza en La Robellada. Además, el día 21, se celebra la feria de San Mateo.
Ya en octubre, Demués celebra el día 5 a San Francisco, mientras, en Benia se celebra la feria de octubre el día 19 del mismo.
En la capital del concejo también se celebra el último domingo de octubre el Certamen del Queso Gamonéu, elaborado en el pueblo más alto de Onís. Se trata de un queso que posee la Denominación de Origen Protegida. A pesar de elaborarse también en el concejo de Cangas de Onís, es en el de Benia donde más se elabora.
En el mes de diciembre se celebra también en Benia la feria de Navidad.
Las ferias y fiestas del concejo de Onís muestran un ritual propio del oriente asturiano, de una enorme riqueza folklórica, con bailes, cantos, sones de gaitas y deportes tradicionales. Y también de gran repercusión gastronómica dados los recursos del territorio. La carne, las truchas, la leche y sus derivados, así como los diferentes productos de la huerta, configuran un plato típico.

#### Fiestas sacramentales
| Fiestas patronales           | Localidad      | Fecha                         |
| ---------------------------- | -------------- | ----------------------------- |
| San José                     | Avín           | 19 de marzo o sábado anterior |
| Santa Marina                 | Gamonéu        | 18 de julio                   |
| Nuestra Señora de las Nieves | Bobia y Demués | 4 y 5 de agosto               |
| Nuestra Señora del Castro    | Benia          | 15 de agosto                  |
| Virgen de la Esperanza       | La Robellada   | Tercer sábado de septiembre   |
| Nuestra Señora de Rozada     | Sirviella      | 8 de septiembre               |

#### Ferias de ganado
Las ferias de ganado del concejo son:
| Ferias                          | Localidad | Fecha                      |
| ------------------------------- | --------- | -------------------------- |
| Feria de San Isidro             | Benia     | 15 de mayo                 |
| Feria de San Mateo              | Benia     | 21 de septiembre           |
| Feria de San Pedro de Alcántara | Benia     | 19 de octubre              |
| Feria de Navidad                | Benia     | miércoles antes de Navidad |

La feria más importan del concejo es la de San Pedro de Alcántara

### Gastronomía
Destaca Onís por la carne de las reses criadas en sus puertos, donde suben con el buen tiempo y bajan con la invernada, la caza de temporada, la calidad de sus embutidos, que se aprecia en las buenas fabadas que se degustan en la capital y en todos los pueblos del concejo, y la pesca de sus ríos trucheros como el Güeña o el Ayones. Igual que antaño, se sigue elaborando la Torta, un alimento elaborado a base de harina de maíz amasada con agua, que según las personas mayores del concejo, quitó el hambre a mucha gente, cuando el hambre y la miseria se cebó estas tierras a causa de la guerra civil española.
Otra especialidad gastronómica de Onís es el Queso Gamonéu, queso muy apreciado y de alta cotización que desde 2005 cuenta con la Denominación de Origen Protegida.
En el apartado de postres, en Onís, se elabora el típico postre asturiano: el arroz con leche; además de "borrachinos", frixuelos y demás duldes.